# Licuala cordata
Licuala cordata är en enhjärtbladig växtart som beskrevs av Odoardo Beccari. Licuala cordata ingår i släktet Licuala och familjen Arecaceae. Inga underarter finns listade i Catalogue of Life.